# Trochoideus sansibaricus
Trochoideus sansibaricus là một loài bọ cánh cứng trong họ Endomychidae. Loài này được Kolbe miêu tả khoa học năm 1897.